# 김종길
김종길(金宗吉, 1926년 11월 5일 ~ 2017년 4월 1일)은 대한민국의 시인이며 영문학자이다.
경북 안동 출생으로, 1947년 《경향신문》 신춘문예에 〈문〉이 입선되어 등단했다. 시집으로 《성탄제》(1969), 《하회에서》(1977), 《황사 현상》(1986) 등이 있다. 한국시인협회장과 고려대 교수를 역임하였다. 2017년 4월 1일에 노환에 따른 지병으로 세상을 떠났다. 향년 92세.

## 작품
- 시〈성탄제〉: 극심한 고통으로 사경을 헤매는 어린 화자에게 도움을 주는 아버지의 모습을 어른이 되어 깊이 회상하는 것을 형상화한 작품이다.[3]

- 시〈고갯길〉: 아버지를 여읜 슬픔을 절제된 언어와 구체적인 이미지를 통해 형상화한 작품이다. 짦고 간결한 언어 표현과 서리를 뒤집어써 하얗게 우거진 마른 풀의 모습, 차가운 봄 날씨, 허허로운 솔바람 소리 등의 구체적 이미지를 통해 아버지를 잃은 화자의 슬픔을 잘 드러내고 있다.[4]